# Stygobromus bowmani
Stygobromus bowmani är en kräftdjursart som först beskrevs av John R. Holsinger 1967.  Stygobromus bowmani ingår i släktet Stygobromus och familjen Crangonyctidae. IUCN kategoriserar arten globalt som sårbar. Inga underarter finns listade i Catalogue of Life.